# Моунга, Ричи
Ричи Фоуа Моунга (род. 25 мая 1994) — новозеландский регбист, игрок клуба Кентербери, Крусейдерс и сборной Новой Зеландии по регби. Бронзовый призер Кубка мира 2019.

## Карьера
Моунга впервые сыграл за Кентербери в 2013 году. В следующем году был в составе молодежной сборной Новой Зеландии на Кубке мира 2014 в Новой Зеландии, и набрал 29 очков в 5 играх.
В 2015 году Моунга принял участие в 10 матчах за Кентербери в рамках Кубка Mitre10, и взял с командой титул чемпиона.
Как результат успешных выступлений за Кентербери - Моунга получил приглашение в расширенный состав Крусейдерс где тренировался и перенимал опыт у чемпионов мира Дэна Картера и Колина Слейда, но в 2015 Моунга не так и не смог дебютировать в Супер Регби
В 2016 году после отъезда Картера в Европу у Моунга появилась возможность пробиться в стартовый состав Крусейдерс. 27 февраля 2016 в матче против Чифс Моунга дебютировал в составе команды и в дальнейшем провел 16 матчей за Крусейдерс, остановившись на стадии четвертьфинала с Лайонз 25-42.
Сезон 2017 Кубка Mitre10 сыграл 10 матчей за Кентербери и закончил турнир лидером по набранным очкам (160).
В том же году в Супер Регби за Крусейдерс Ричи Моунга провел 13 матчей в стартовом составе команды и вместе с ней завоевал главный трофей.
В 2018 году Моунга сыграл 12 матчей за клуб, в том числе второй подряд победный финал, в котором был признан лучшим игроком матча. В том же сезоне Моунга сыграл в составе Барбарианс против сборной Новой Зеландии на лондонском Твикенхеме. В игре занес попытку и совершил точную реализацию. После игры за Барбарианс Моунга присоединился к All Blacks в оставшихся осенних тестовых матчах, сыграв во втором тайме матча с Францией.
Моунга дебютировал за сборную в третьем матче серии с Францией 2018 года, заменив на 69-й минуте матча Дамиана МакКензи. В матче Регби Чемпионшипа с Аргентиной впервые появился в стартовом составе All Blacks, набрав 16 очков и лишь раз промахувшись по воротам. В остальных матчах турнира на замену на поцициях вингера и флай-хава.
В сезоне 2019 Супер Регби Ричи Моунга стал много промахиваться по воротам, но к концу турнира разыгрался и помог Крусейдерс завоевать третий подряд чемпионский титул.

## Статистика выступлений

### В клубе
| Сезон                     | Клуб                      | Турнир                    | Игры | Очки |
| ------------------------- | ------------------------- | ------------------------- | ---- | ---- |
| 2013                      | Кентербери                | Кубок ITM                 | 8    | 33   |
| 2014                      | Кентербери                | Кубок ITM                 | 10   | 34   |
| 2015                      | Кентербери                | Кубок Mitre10             | 10   | 19   |
| 2016                      | Кентербери                | Кубок Mitre10             | 11   | 88   |
| 2016                      | Крусейдерс                | Супер Регби               | 16   | 179  |
| 2017                      | Кентербери                | Кубок Mitre10             | 10   | 160  |
| 2017                      | Крусейдерс                | Супер Регби               | 13   | 133  |
| 2018                      | Крусейдерс                | Супер Регби               | 12   | 150  |
| 2019                      | Крусейдерс                | Супер Регби               | 16   | 182  |
| 2020                      | Крусейдерс                | Супер Регби               | 4    | 14   |
| Всего в Супер Регби       | Всего в Супер Регби       | Всего в Супер Регби       | 61   | 658  |
| Всего в кубке ITM/Mitre10 | Всего в кубке ITM/Mitre10 | Всего в кубке ITM/Mitre10 | 49   | 334  |

### За сборную[4]
| Сезон | Игры | Очки |
| ----- | ---- | ---- |
| 2017  | 1    | 2    |
| 2018  | 9    | 54   |
| 2019  | 8    | 85   |
| Всего | 18   | 141  |